# Shams (gudinna)
Shams eller Shamsum, också kallad Dhat-Ba' dhanum, var solens gudinna i den sydarabiska mytologin. Hon var kungariket  Himyars stadsgudinna. Hon motsvarades av Nuha (gudinna) i norra Arabien. Hennes namn betyder ljus, sol eller skinande på arabiska. 
Den arabiska halvön hade många gudar gemensamt, men lokala gudar dominerade vid sidan av de gemensamma, och varje kungarike och stam hade sina särskilda stadsgudar och stamgudar, med egna kännetecken, och en stor variation av namn. 
I hela Arabien tycks treenigheten solgudinnan, månguden och Venusplanetens gud ha spelat en stor roll. I norra Arabien var det Nuha som var solgudinnan. I södra Arabien kallades solgudinnan för Shams och hade sina egna kännetecken, men dyrkades också där vid sidan av månens och Venusplanetens manliga gudar. I kungariket Saba dyrkades hon vid sidan av Athtar som Venusgud och Almaqah som mångud, och i Hadramaut stod hon vid sidan av Athtar och Syn.  Shams ska ha varit Athtars maka. Hon mottog votivgåvor i gestalt av hästar, som i medelhavet associerades med solen. I Mesopotamien hade dessa gudar andra kön, och Athtar blev där Ishtar, medan Shams motsvarades av Shamash. 